# Эристави (титул)
Эристави (груз. ერისთავი; дословно, «глава народа» («эри» — «народ» и «тави» — «глава»); в русском прочтении эристав) — грузинский титул, в античной и раннесредневековой Грузии обозначавший государственную должность (губернатор),  а в более позднее в время — наследственный статус феодала. В грузинской аристократической иерархии этот титул занимал третье (после мэпэ — царей и мтаваров — владетельных князей) место и соответствовал правителю крупной провинции. Обладатель титула был по должности командующим военного округа-знамени (груз. დროშა, [droša]), носил особую одежду, отличительный перстень, пояс и копьё, а также ездил на коне особой породы.

## Происхождение
Некоторые высокопоставленные эристави носили титул эриставт-эристави (груз. ერისთავთ-ერისთავი), то есть «эристав над эриставами», что носило лишь символический характер и подчёркивало их заслуги перед государством.
Термин «эриставт-эристави» также применялся ранними Фарнавазидами в в древнегрузинской Иберии, считавшими себя «первыми среди равных», однако впоследствии, после укрепления их власти, он утратил изначальный смысл и превратился в традиционный эпитет.
Аналогичный термин «эрисмтавари» (груз. ერისმთავარი; дословно, «глава народа») был титулом, использовавшимся главным образом во времена до-багратидовских правителей Грузии и позднее применялся попеременно с титулом эристави.
Пользуясь смутами в Грузии, некоторые эристави обратили своё звание в потомственное и стали фактически удельными князьями, а некоторые и формально независимыми владетелями различных грузинских областей (например, эристави Мингрельский, Абхазский, Гурийский, Сванский и Ахалцихский).
От титула «эристави» происходят фамилии пяти грузинских дворянских домов, утверждённых в княжеском достоинстве во время русского правления Грузией в XIX веке. Эти фамилии в России зачастую известны просто как князья Эристовы, но они имели разное происхождение.

## Эрисмтаварские роды
- Гурамиды
- Нерсианиды
- Хосроиды

## Эриставские фамилии
- Абазасдзе
- Абусерисдзе
- Варданисдзе[англ.]
- Геловани
- Гобиари[англ.]
- Гуриели
- Дадиани
- Джакели
- Кахаберисдзе[англ.]
- Липариты
- Панаскертели
- Сурамели[англ.]
- Торникии[англ.]
- Шервашидзе
- Чорчанели?!
- Эристави:
  - Эристави-Арагвские
  - Эристави-Гурийские
  - Эристави-Ксанские
  - Эристави-Рачинские (Чхеидзе)